# تزجت ایرلاینز
تزجت ایرلاینز (انگلیسی: TezJet Airlines) شرکت هواپیمایی قرقیزستانی است، که در سال ۲۰۱۳ تأسیس شد.